# Ondřejský kříž

Ondřejský kříž na vlajce Skotska

Vlajka Amsterdamu s ondřejskými kříži

Ondřejský kříž na vlajce Rio de Janeiro

Erb rodu Neville

Ondřejský kříž na vlajce Námořnictva Ruské federace

Ondřejský kříž je šikmý kříž, který svým tvarem připomíná písmeno X.
Podle legendy byl na kříži tohoto tvaru ukřižován Svatý Ondřej.

## V heraldice
Ondřejský kříž je častým v heraldice. Je ve znaku některých obcí i území, např.
- Alabama
- Amsterdam
- Burgundsko (1411–1477)
- Florida
- Fortaleza
- Kunčice pod Ondřejníkem
- Logroño
- Nelahozeves
- Nové Skotsko
- Obrnice
- Rio de Janeiro
- Skotsko
- Španělsko (1516–1843)
- Tenerife
- Vitoria

V Anglii například patřil štít se svatoondřejským křížem rodu Neville. V Česku takovýto šachovaný kříž na štítu mají Chřínovci z Chřínova.
Ruské carské námořnictvo používalo v letech 1720–1918 bílou vlajku s bleděmodrým úhlopříčným křížem na znamení toho, že svatý Ondřej je patronem Ruska: Андреевский флаг. Stejnou vlajku od roku 1992 používá Námořnictvo Ruské federace. Tento symbol nosila i Vlasovova armáda.

## Další užití
Šikmé vzpěry ve tvaru ondřejského kříže byly též používány při konstrukci krovů a dalších tesařských prvků, například hrázděných domů. Cílem bylo zamezit deformacím (zkosení) konstrukce bočními silami, často vyvolávanými větrem – proto se tato vyztužení nazývají zavětrování. Ondřejské kříže jsou běžnou součástí rovněž ocelových a jiných příhradových konstrukcí, protože zvyšují jejich ohybovou tuhost a pevnost.